# Volderer See
Der kleine Volderer See liegt in der Nähe der Karlskirche an der Tiroler Straße und ca. 150 Meter vor der Ortseinfahrt von Volders. Er war ursprünglich größer und büßte im Laufe der Zeit einen großen Teil seiner Fläche ein. Jetzt gleicht der See einem größeren Weiher. 
Der abflusslose See wird hauptsächlich durch das Grundwasser des Inns und vom Regen gespeist und hat eine mäßige Gewässergüteklasse der Stufe II-III. Darum kommt es öfters zur Bildung von Algen. Der See ist umgeben von einem kleinen Wald mit Wegen zur Kirche oder zum Dorf. 
Heute ist der See ein Biotop für verschiedene Amphibien.

## Weblink
- (Seite nicht mehr abrufbar. Suche in Webarchiven) geomix.at, Weitere Informationen